# 鴨血

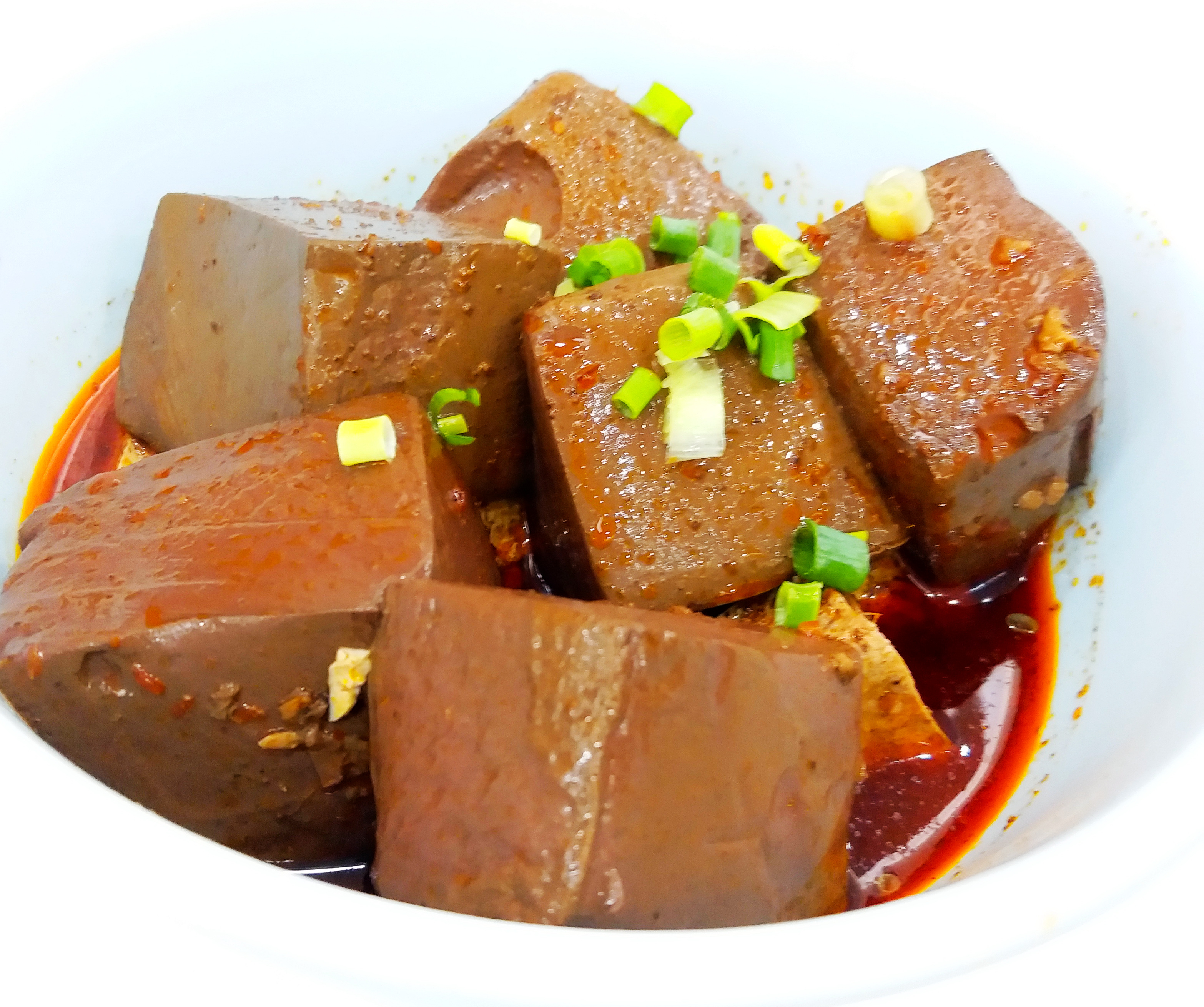
鸭血

鸭血即鸭子的血液。与猪血、鸡血等类似，鸭血也是常见的食材一种，且通常用来煲汤。例如在南京的特色小吃鸭血粉丝汤里，鸭血就是一个非常重要的食材。

## 营养价值
《本草便读》认为鸭血“解中生金、生银、砒霜诸毒”，也就是鸭血可以在砷中毒的治疗中可能有积极功效。

## 食品造假
在2015年根据央视的“315晚会”曝光，不管是在街头的麻辣烫小店，还是一些大型连锁餐饮企业诸如呷哺呷哺和小肥羊，都存在使用猪血冒充鸭血的现象，更有甚者在其中一份麻辣烫店采集的“鸭血”样品中检测出了高浓度甲醛。

### 分辨真伪
如果要分辨鸭血和猪血其实只需注意几点：
- 真鸭血质地细嫩、富有弹性，并且孔洞比猪血要少许多。
- 真鸭血一般情况下呈现暗红色的色泽，而假鸭血一般呈咖啡色。
- 真鸭血一般情况下有自身携带的鸭香味，而假鸭血有浓烈的血腥味，有时会出现令人不适的化学品气味。
- 真假鸭血口感也很不一样，真鸭血吃起来有余香，而假鸭血的口感如同果冻。
- 此外，最简单的方法是用筷子夹，真鸭血很容易被筷子夹碎，而假鸭血用筷子很难夹断。